# America's Sweethearts
America's Sweethearts is een Amerikaanse speelfilm uit 2001 onder regie van Joe Roth.

## Verhaal
Het getrouwde acteursechtpaar Eddie Thomas en Gwen Harrison werken samen aan een film wanneer ze nog getrouwd zijn. Nadat ze eenmaal gescheiden zijn, moeten ze die film nog tezamen promoten. Ze doen het echter niet zo goed, dus moet de uitgever snel iets verzinnen. Zijn oplossing is het verzinnen van een reünie, maar Thomas is al verliefd op iemand anders en ook Harrison heeft al iemand anders.

## Rolverdeling
| Acteur               | Personage                |
| -------------------- | ------------------------ |
| Julia Roberts        | Kathleen "Kiki" Harrison |
| Billy Crystal        | Lee Phillips             |
| Catherine Zeta-Jones | Gwen Harrison            |
| John Cusack          | Eddie Thomas             |
| Hank Azaria          | Hector Gorgonzolas       |
| Stanley Tucci        | Dave Kingman             |
| Christopher Walken   | Hal Weidmann             |
| Alan Arkin           | Wellness Guide           |
| Seth Green           | Danny Wax                |
| Rainn Wilson         | Dave O'Hanlon            |